# Gambia az 1996. évi nyári olimpiai játékokon
Gambia az egyesült államokbeli Atlantában megrendezett 1996. évi nyári olimpiai játékok egyik részt vevő nemzete volt. Az országot az olimpián 1 sportágban 9 sportoló képviselte, akik érmet nem szereztek.

## Atlétika
Férfi
| Versenyző                                             | Versenyszám     | Előfutam      | Előfutam      | Előfutam      | Negyeddöntő | Negyeddöntő | Negyeddöntő | Elődöntő | Elődöntő | Elődöntő | Döntő   | Döntő    |
| Versenyző                                             | Versenyszám     | Idő           | Hely.         | Össz.         | Idő         | Hely.       | Össz.       | Idő      | Hely.    | Össz.    | Idő     | Helyezés |
| ----------------------------------------------------- | --------------- | ------------- | ------------- | ------------- | ----------- | ----------- | ----------- | -------- | -------- | -------- | ------- | -------- |
| Pa Mamadou Gai                                        | 100 m           | 10,72         | 8.            | 78.           | kiesett     | kiesett     | kiesett     | kiesett  | kiesett  | kiesett  | kiesett | kiesett  |
| Dawda Jallow                                          | 400 m           | 46,73         | 5.            | 40.           | kiesett     | kiesett     | kiesett     | kiesett  | kiesett  | kiesett  | kiesett | kiesett  |
| Momodou Sarr Dawda Jallow Cherno Sowe Pa Mamadou Gai  | 4 × 100 m váltó | 41,80         | 7.            | 30.           |             |             |             | kiesett  | kiesett  | kiesett  | kiesett | kiesett  |
| Dawda Jallow Momodou Drammeh Lamin Drammeh Assan John | 4 × 400 m váltó | nem ért célba | nem ért célba | nem ért célba |             |             |             |          |          |          | kiesett | kiesett  |

| Versenyző     | Versenyszám | Selejtező             | Selejtező             | Döntő    | Döntő    |
| Versenyző     | Versenyszám | Eredmény              | Helyezés              | Eredmény | Helyezés |
| ------------- | ----------- | --------------------- | --------------------- | -------- | -------- |
| Ousman Sallah | Távolugrás  | érvényes ugrás nélkül | érvényes ugrás nélkül | kiesett  | kiesett  |

Női
| Versenyző   | Versenyszám | Előfutam      | Előfutam      | Előfutam      | Elődöntő | Elődöntő | Elődöntő | Döntő   | Döntő    |
| Versenyző   | Versenyszám | Idő           | Hely.         | Össz.         | Idő      | Hely.    | Össz.    | Idő     | Helyezés |
| ----------- | ----------- | ------------- | ------------- | ------------- | -------- | -------- | -------- | ------- | -------- |
| Adama N'Jie | 800 m       | nem ért célba | nem ért célba | nem ért célba | kiesett  | kiesett  | kiesett  | kiesett | kiesett  |